# 牤牛河 (兴州河)
牤牛河，位于中华人民共和国河北省承德市滦平县境内的一条季节性河流，是兴州河右岸支流。发源于滦平县南部长山峪镇黄木局子村东南大雁子沟二白草洼一带，向西流至黄木局子村转西北流，经东营子村、窟窿山水库、滦平镇岔道口村、安乐村等地，于滦平县县城逐渐转向东北流，至大屯镇西北汇入兴州河。河长39千米，流域面积334.8平方千米，年均径流量4686万立方米。